# Corridor (grondgebied)

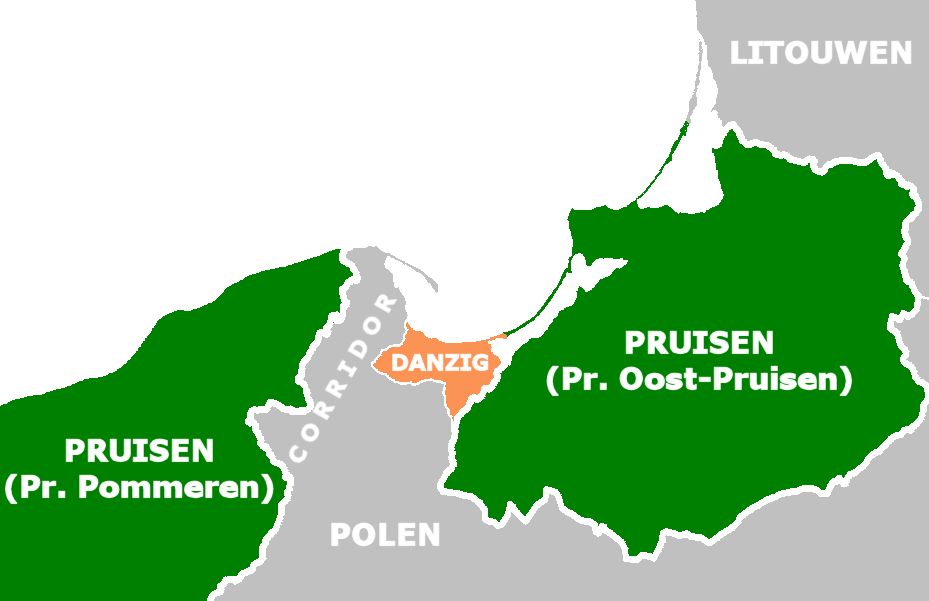
De Poolse Corridor (1923)

De Vennbahn en Selfkantweg: corridors in Duitsland

Een corridor is een strook land tussen twee (of meerdere) territoria of "mainports", waardoor vervoer van goederen en personen plaatsvindt. 
Voorbeelden:
- De Poolse Corridor: Tussen 1919 en 1939 de Poolse toegang naar de Oostzee met aan weerszijden Duits grondgebied en de vrije stad Danzig.
- De Vennbahn: Een Belgische spoorlijn op Duits grondgebied
- De Selfkantweg: Tussen 1963 en 2002 een Nederlandse weg op Duits grondgebied
- De Trekvliet is gedeeltelijk een corridor van Den Haag tussen Rijswijk en Leidschendam-Voorburg
- Tijdens de Operatie Market Garden in de Tweede Wereldoorlog vormde de weg Eindhoven-Nijmegen een geallieerde corridor in bezet Duits gebied.
- De Caprivistrook is een 30 km brede corridor van Namibië naar de rivier de Zambezi.
- De Suwałki-corridor, ten zuidwesten van de grens tussen Litouwen en Polen.
- De Philadelphicorridor en Netzarim-corridor in de Gazastrook.